# Doubí (Liberec)
Doubí – część miasta Liberec, w Czechach. Znajduje się w południowej części Liberca. Istnieje 492 zarejestrowanych adresów. Na stałe mieszka tu prawie 3000 osób.
Liberec XXIII-Doubí znajduje się w katastralnym obszarze Doubí u Liberce o powierzchni 3,42 km².